# كليبر ألفيس
كليبر ألفيس هو لاعب كرة قدم برازيلي في مركز حراسة المرمى، ولد في 15 يوليو 1986 في ليميرا في البرازيل. لعب مع نادي فيلا نوفا.

## وصلات خارجية
- كليبر ألفيس على موقع قاعدة بيانات كرة القدم.إي يو (الإنجليزية)
- كليبر ألفيس على موقع Soccerway.com (الإنجليزية)